# 加比尤
加比尤（法語：Gabillou，法語發音：[ɡabiju]）是法国多尔多涅省的一个市镇，位于该省东部，属于萨拉拉卡内达区。

## 地理
加比尤（45°12'21"N, 1°2'5"E）面积7.91 平方千米，位于法国新阿基坦大区多爾多涅省，该省份为法国西南部内陆省份，是法國本土面积第三大的省，大致对应佩里戈尔地区，北起顺时针与夏朗德省、上维埃纳省、科雷兹省、洛特省、洛特-加龙省、吉倫特省和滨海夏朗德省接壤。
与加比尤接壤的市镇（或旧市镇、城区）包括：圣厄拉利当斯、阿雅、布鲁绍、舒尔尼亚克、圣奥尔斯、屈布雅克-欧韦泽尔-瓦勒当斯。

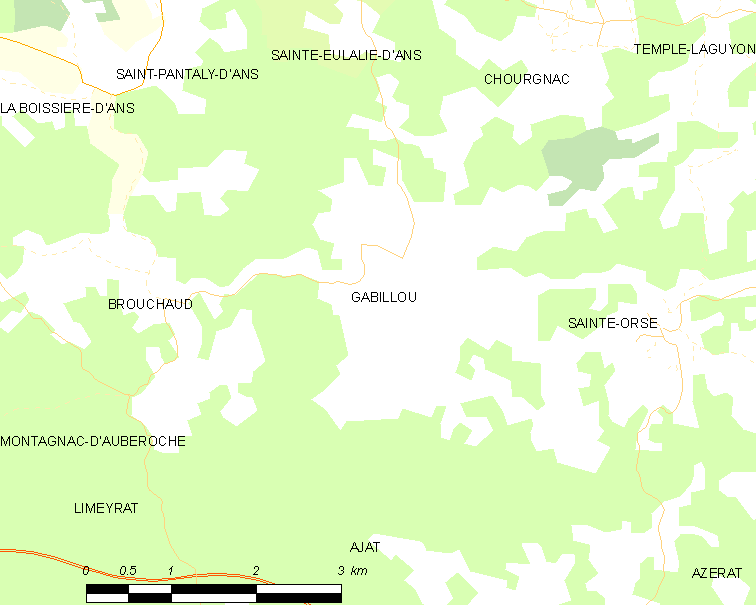
加比尤的OSM定位图

加比尤的时区为UTC+01:00、UTC+02:00（夏令时）。

## 行政
加比尤的邮政编码为24210，INSEE市镇编码为24192。

## 政治
加比尤所属的省级选区为上黑色佩里戈尔县。

## 人口

1962-2008年间加比尤人口变化图示

加比尤于2022年1月1日时的人口数量为97人。